# Carnaval (Spyro Gyra)
Carnaval è il quarto album in studio del gruppo musicale statunitense Spyro Gyra, pubblicato il 29 settembre 1980.
Il disco è stato classificato al primo posto dalla rivista settimanale statunitense Billboard per la categoria Jazz Albums ed è stato certificato disco d'oro in data 01/06/1987 dall'Associazione americana dei produttori discografici (RIAA).

## Tracce
1. Cafe Amore (Chet Catallo) – 5:02
2. Dizzy (Tom Schuman, Eli Konikoff) – 4:40
3. Awakening (Jeremy Wall) – 5:48
4. Cachaca (Jay Beckenstein) – 4:18
5. Foxtrot (Jay Beckenstein) – 4:40
6. Sweet 'N Savvy (Tom Schuman) – 5:12
7. Bittersweet (Jay Beckenstein) – 4:28
8. Carnaval (Jeremy Wall) – 5:26

## Formazione
- Jay Beckenstein – sassofoni
- Tom Schuman – tastiere (tracce 1,2,4,5,6 e 7)
- Jeremy Wall – tastiere (tracce 3 e 8)
- Rob Mounsey – tastiera polifonica (tracce 1,2,3,4,5,6 e 7)
- Chet Catallo – chitarra (tracce 1,2,3,4,5,6 e 7)
- Hiram Bullock – chitarra (tracce 2 e 8), chitarra solo (traccia 2)
- John Tropea – chitarra (tracce 3,4,5,6 e 7), chitarra solo (tracce 4 e 7)
- Will Lee – basso (tracce 1,2,4,5,6,7 e 8)
- Jim Kurzdorfer – basso (traccia 3)
- Eli Konikoff – batteria (tracce 1,2,3,5,6 e 7)
- Steve Jordan – batteria (tracce 4 e 8)
- Crusher Bennett – congos e percussioni (tracce 1,2,4,6,7 e 8)
- Gerardo Velez – percussioni (tracce 3,4,5,6 e 8)
- Richard Calandra – percussioni (traccia 3)
- Steve Kroon – percussioni (tracce 4 e 8)
- Dave Samuels – marimba e vibrafono (tracce 1,2,5,6,7 e 8)
- Randy Brecker – tromba (tracce 1,2,5 e 8)
- Michael Brecker – flauto (traccia 1)
- David Darling – violoncello